# 林登赫斯特 (紐約州)
林登赫斯特（英語：Lindenhurst）是位於美國紐約州薩福克縣的村。

## 人口
根據2020年美國人口普查的數據，林登赫斯特的面積為9.87平方千米，當中陸地面積為9.70平方千米，而水域面積為0.17平方千米。當地共有人口27148人，而人口密度為每平方千米2,751人。